# Simpang Tiga (Enok)
Simpang Tiga is een bestuurslaag in het regentschap Indragiri Hilir van de provincie Riau, Indonesië. Simpang Tiga telt 2493 inwoners (volkstelling 2010).